# Victoria Royals
Die Victoria Royals sind eine kanadische Eishockeymannschaft aus Victoria, British Columbia. Das Team spielt seit 2011 in einer der drei höchsten kanadischen Junioren-Eishockeyligen, der Western Hockey League (WHL).

## Geschichte
Die Chilliwack Bruins aus Chilliwack, British Columbia, wurden im Anschluss an die Saison 2010/11 nach Victoria umgesiedelt und in Victoria Royals umbenannt. Die Umsiedlung wurde durch die Auflösung der Victoria Salmon Kings, die von 2004 bis 2011 in der ECHL gespielt hatten, ermöglicht. Zuvor war die Stadt bereits von 1971 bis 1994 – repräsentiert durch die Victoria Cougars – ein fester Bestandteil der WHL. Als erster Trainer und General Manager wurde der Kanadier Marc Habscheid verpflichtet, der einst als Spieler über 300 Spiele in der National Hockey League absolviert hatte und der bereits die Chilliwack Bruins trainierte. Nach der Debütsaison 2011/12 trat Habscheid überraschend von beiden Ämtern zurück. Im Juli 2012 wurde mit Cameron Hope ein neuer General Manager und mit Dave Lowry ein neuer Cheftrainer vorgestellt.

## Saisonstatistik
Abkürzungen: GP = Spiele, W = Siege, L = Niederlagen, OTL = Niederlagen nach Overtime SOL = Niederlagen nach Shootout, Pts = Punkte, GF = Erzielte Tore, GA = Gegentore
| Saison  | GP | W  | L  | OTL | SOL | Pts | GF  | GA  | Platz             | Playoffs                 |
| ------- | -- | -- | -- | --- | --- | --- | --- | --- | ----------------- | ------------------------ |
| 2011/12 | 72 | 24 | 41 | 3   | 4   | 55  | 233 | 325 | 4., B.C. Division | Conference-Viertelfinale |
| 2012/13 | 72 | 35 | 30 | 2   | 5   | 77  | 223 | 252 | 3., B.C. Division | Conference-Viertelfinale |
| 2013/14 | 72 | 48 | 20 | 1   | 3   | 100 | 238 | 181 | 2., B.C. Division | Conference-Halbfinale    |

## Teamrekorde

### Saison
|                               | Name              | Anzahl                     | Saison  |
| ----------------------------- | ----------------- | -------------------------- | ------- |
| Meiste Tore                   | Jamie Crooks      | 37                         | 2011/12 |
| Meiste Vorlagen               | Alexander Gogolew | 45                         | 2012/13 |
| Meiste Punkte                 | Jamie Crooks      | 67 (37 Tore + 30 Vorlagen) | 2011/12 |
| Meiste Punkte als Rookie      | Logan Nelson      | 62 (23 Tore + 39 Vorlagen) | 2011/12 |
| Meiste Punkte als Verteidiger | Hayden Rintoul    | 51 (17 Tore + 34 Vorlagen) | 2011/12 |
| Meiste Strafminuten           | Keegan Kanzig     | 159                        | 2012/13 |
| Meiste Siege als Torhüter     | Patrik Polivka    | 28                         | 2012/13 |

## Ehemalige Spieler
- Noah Gregor
- Joe Hicketts
- Tim Traber